# الیمپوس ئی-۵۰۰
الیمپوس ئی-۵۰۰ (به انگلیسی: Olympus E-500) یک دوربین عکاسی ساخت شرکت الیمپوس است.